# Baron
Ej att förväxla med Baronet. För andra betydelser, se Baron (olika betydelser).
Baron var en medeltida, fransk adlig titel, som från Frankrike överfördes till England och från omkring mitten av 1600-talet även börjat användas i andra länder. En barons hustru har titeln baronessa.
Ursprungligen betecknade ordet en ädling, som lydde omedelbart under en konung eller kejsare och alltså inte även stod i vasallskap till exempelvis en greve eller hertig. De sistnämnda högre adelstitlarna är olika grader inom de "riksomedelbara" länsinnehavarnas, baronernas (liberi domini), stånd. Baronens riksomedelbara område kallades baroni; och många franska baroner fanns under den äldre medeltiden, som förutom sina respektive baronier innehade grevskap, men ändå aldrig gjorde anspråk på annan titel än barontiteln.
Titeln är likvärdig med friherre, och "baron" används även som tilltal till en sådan.

## Frankrike
Redan omkring 1300 fanns det i Frankrike bara ett fåtal baronier kvar, vilkas innehavare inte hade en greve- eller hertigtitel. Det medförde att titeln som sådan efter hand råkade i förfall, så att knappast ens "yngre söner" ville använda den i sällskapslivet. Från 1500-talet utdelades baronvärdigheten så rikligt av de franska kungarna, att titeln i socialt avseende ansågs i det närmaste värdelös. Från 1600-talet, när titlarna i allt högre utsträckning bands till jordinnehav (en viss areal gav ägaren rätt att kalla sig för baron, greve, eller markis; efter registrering hos de lokala myndigheterna och riksstyrelsen - riksheraldikerämbetet som innehades av familjen d'Hozier fram till revolutionen) föredrog många de bättre klingande greve- och markistitlarna, varför baronvärdigheten definitivt kom på undantag. Napoleon återgav emellertid barontiteln mycket av dess sociala status och den kom att beteckna den lägsta rangklassen inom den kejserliga franska högadeln (baroner, grevar, markiser, hertigar och furstar).

## Tyskland
I Tyskland skedde samma sak. Där motsvarades ända till romerska rikets slut (1806) baronernas stånd av de omedelbara "riksfriherrarna" (ty. Reichsfreiherr), som bildade den lägre adelns högsta rangklass. För övrigt hade i Tyskland baronvärdighet (friherrevärdighet) ofta blivit utdelad även utan motsvarande förläning. Det skedde särskilt från Karl V:s tid och framåt.

## England
I England titulerades till en början alla kronans läntagare baroner, men även där uppstod så småningom olika rangklasser inom baronernas (lordernas) stånd. Baron är nu den lägsta pärsvärdigheten inom den brittiska högadeln och tilltalas ofta Lord med tillägg av titulaturnamnet.

## Skottland
Baron var i Skottland före 2004 en lågadlig titel vilken följde med äganderätten till ett baroni. Sedan 2004 är det en adelstitel som i sig är immateriell egendom utan förbindelse med ett visst jordägande. Som sådan kan den fritt köpas och säljas. 
Den får inte förväxlas med den engelska barontiteln, vilken i Skottland motsvaras av Lord of Parliament.

## Sverige
I Sverige används barontiteln enbart muntligen såsom tilltalsord för friherrar med undantag för arvtagare till det forna Baroniet Adelswärd som tituleras baron även i skrift.

## Danmark och Norge
I Norge användes titeln Baron redan under 1200-talet, under Magnus Lagaböter (1238–1280) fick de norska  lendmennen titeln baron. Till skillnad från i Sverige blev barontiteln officiellt naturaliserad i Danmark, och därigenom även Norge, för adelsklassen närmast under greveklassen.